# Arx Nova

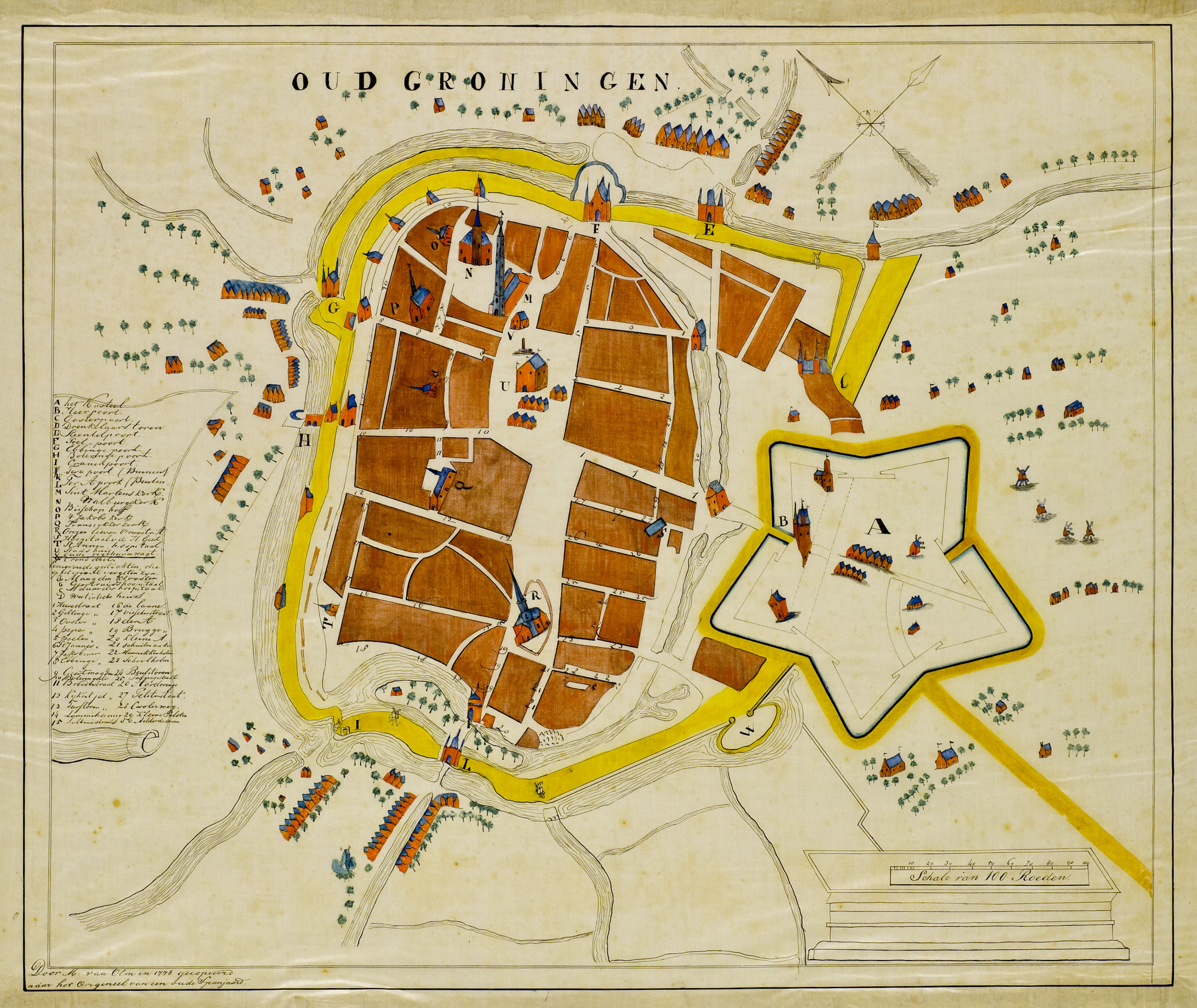
Ligging van de citadel ten opzichte van de stad, "Door M. van Olm in 1778 gecopieerd naar het Origineel van een oude Spanjaard"

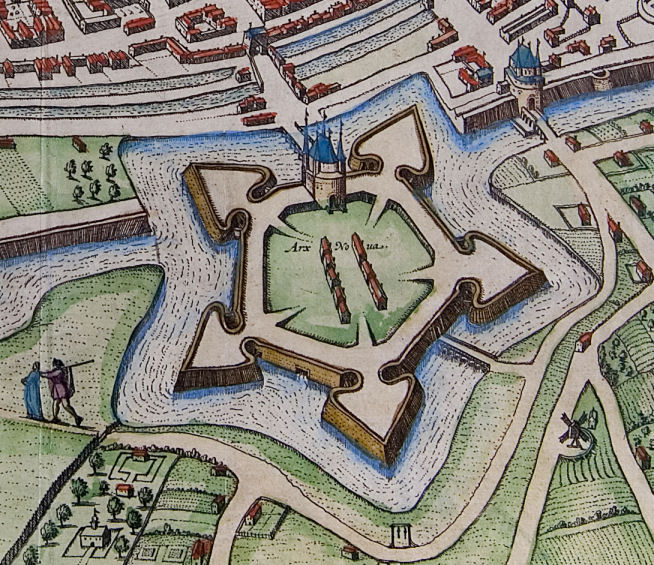
De citadel op een kaart in de stedenatlas van Braun en Hogenberg (1575)

Arx Nova (ook: Kasteel van Alva) is een voormalige citadel bij de Nederlandse stad Groningen. Het bouwwerk, waar vandaag de dag geen spoor meer van terug te vinden is in het Groningse straatbeeld, was gevestigd in het gebied waar tegenwoordig het Hereplein ligt.

## Achtergrond
De Zeventien Provinciën, met de Heerlijkheid Groningen, vielen in de tweede helft van de 16e eeuw onder het bewind van de Spaanse vorst Filips II. Door de opkomst van het calvinisme groeide in de Spaanse Nederlanden het verzet tegen de katholieke overheersing. Dit kwam tot uitbarsting in 1566, toen tijdens de Beeldenstorm op grote schaal honderden kerken door de opstandelingen werden vernield. Koning Filips II stuurde hierop de Hertog van Alva naar de Nederlanden om orde op zaken te stellen.
De Beeldenstorm leidde in de stad Groningen korte tijd tot meer ruimte voor de protestanten. Zij mochten van het stadsbestuur de Broerkerk gebruiken om hun erediensten te houden. In 1567 werd de toestemming alweer ingetrokken en veel protestantse inwoners ontvluchtten de stad. Zij vroegen de in Duitsland verblijvende Willem van Oranje om de stad te bevrijden. Zijn broers Lodewijk en Adolf trokken met een troepenmacht op naar Groningen en het leger vierde zijn eerste overwinning in de Slag bij Heiligerlee in mei 1568. Adolf sneuvelde in deze strijd, maar Lodewijk trok verder naar de stad Groningen. Het lukte hem niet om de stad in te nemen en toen hij vernam dat Alva in aantocht was, brak hij de belegering af. Op 21 juli 1568 werd Lodewijk bij de Slag bij Jemmingen door het Spaanse leger, onder leiding van Alva en Caspar de Robles, verslagen.

## De citadel
Binnen een week na de overwinning bij Jemmingen riep Alva in de stad Groningen de regering van Stad en Lande bijeen op het raadhuis. Het bestuur kreeg te horen dat men in ongenade was gevallen bij de koning. Herstel was mogelijk, maar daarvoor gold een aantal voorwaarden. Een daarvan was het bouwen van een vesting voor de stad. Alva bepaalde dat de citadel moest worden aangelegd voor de Herepoort.
Het ontwerp met vijf gemetselde dwingers (bolwerken) was gemaakt door Bartolomeo Campi volgens het Nieuw-Italiaanse vestingstelsel en was geïnspireerd op een eerder ontwerp van Francesco Pacciotto voor de stad Antwerpen. Oorspronkelijk was het de bedoeling dat de burcht 6 bastions zou krijgen, maar uit oogpunt van bezuinigingen werd uiteindelijk voor een model met 5 bastions gekozen. Deze droegen de namen Sa Majeste, Prince, Duc D'Albe, Don Juan en Don Frederic. Uit een reconstructie uit archeologische opgravingen is gebleken dat de facen van de dwingers van de Arx Nova een lengte hadden van 118 meter en de flanken 27 meter lang waren, terwijl de courtines tussen de dwingers 64 meter maten. De grachten waren 16 meter breed en hadden een diepte van 6,4 meter. De kosten moesten grotendeels door de stad worden betaald en bedroegen meer dan 100.000 gulden.
De stadswal werd deels geslecht en huizen in het geplande gebied werden onteigend en binnen een week gesloopt. Een deel van de stadswal (200 meter aan weerszijden) moest eveneens worden gesloopt voor deze dwangburcht. Door het gat in de vestingwallen zou de stad zo weerloos zijn bij een aanval.
In mei 1569 werd het terrein ontruimd en werd het werk aanbesteed door de uitvoerder, kapitein Augustin(o) (of Augustijn). Nadat de eerste bouwkraan was aangekomen werd het werk geïnspecteerd door Gabrio Serbelloni en in oktober werd de burcht uitgezet door Campi, die Brussel echter meldde dat er problemen waren met de locatie. In de zomer van 1570 werd het werk opnieuw opgestart. Caspar de Robles hield toezicht op het werk en legde op 1 september 1570 de eerste zoden van het buitenste rondeel. Hij vernam dat de stad Groningen speculeerde met de waarde van de te slopen woningen aan westzijde van de Herestraat. Daarop liet hij deze direct zonder enige vergoeding slopen. Het werk vorderde snel en aan het einde van september lagen er al een aantal bastions, hetgeen werd gevierd met een groot feest. Het jaar erop zouden de werkzaamheden voltooid moeten worden, maar na het bouwrijp maken van de grond voor het noordoostelijke bolwerk bleek het geld op te zijn. Daarop lagen de werkzaamheden een aantal jaren stil en verviel het bouwwerk langzaam. In 1574 probeerde het stadsbestuur De Robles te overtuigen om geen extra kosten in het 'bouwval' te hoeven steken. De Robles was ondertussen echter bevorderd tot stadhouder en kwam aan het einde van dat jaar naar de stad met nieuwe gelden en de opdracht van Filips II om de burcht af te bouwen. Het stadsbestuur kwam overeen dat zij een deel van de kosten op zich zouden nemen als ze de kiesbonen (voor het houden van stemmingen) en de poortsleutels zouden krijgen, maar kwam vervolgens haar verplichtingen niet na. De Robles gaf daarop bevel om de Binnen-Herepoort en de Binnen- en Buiten-Oosterpoort te slopen om daarmee de weermuren van de beide twee noordelijke bastions te kunnen optrekken. De bouw daarvan begon in juni 1575. In augustus 1576 waren de weermuren van de beide noordelijke bastions bijna volledig voltooid, waarmee ook de citadel als geheel bijna voltooid was.
Na het overlijden van landvoogd Requenses, opvolger van Alva, en de Pacificatie van Gent, werden De Robles en de Spaansgezinde bestuurders in de stad echter gevangengenomen. In december 1576 werd de Graaf van Rennenberg ingehaald als stadhouder. In februari 1577 verleende hij de Groningers toestemming om de citadel te slopen. In maart vertrokken de Spaanse troepen en werd de gehate burcht geslecht en de stadswal hersteld.
Een deel van de voormalige gracht van Alva's kasteel kwam binnen de stadswallen te liggen en werd nog zo'n twintig jaar gebruikt om stadsafval te dumpen. Bij archeologische opgravingen tussen 1996 en 2000 is hier onder meer veel aardewerk en textiel teruggevonden.
Door onenigheid tussen de stad Groningen en de Staten-Generaal werd in 1600 een nieuwe dwangburcht bij de stad aangelegd. Dit Statenkasteel verrees voor de Oosterpoort. Een deel van de plattegrond overlapte dat van de gesloopte Arx nova. Ook deze tweede citadel bestond niet lang, zij werd in 1607 gesloopt.
Aan de hand van opgravingen in 1920, 1934, 1946 en 1958 maakten Van Giffen en Praamstra in 1962 een reconstructie van de vroegere citadel. De Prinsenstraat en Raamstraat volgen het tracé van een deel van de twee noordelijke naar de stad gekeerde dwingers, de westelijke punt lag ten noorden van Station Groningen, de zuidelijke punt ten westen van de Hereweg, ter hoogte van de Achterweg in de Davidstraatbuurt en de oostelijke punt in het noordoosten van het Zuiderpark.